# Norman Bergamelli
Norman Bergamelli (* 21. Oktober 1971 in Alzano Lombardo) ist ein ehemaliger italienischer Skirennläufer.

## Karriere
Bergamelli gab sein internationales Renndebüt bei den Juniorenweltmeisterschaften 1989 in Aleyska, wobei er mit Rang 13 im Super-G sein bestes Ergebnis erzielte. Ein Jahr später konnte er in Zinal bei den Juniorenweltmeisterschaften Silber in dieser Disziplin gewinnen, hinter Kjetil André Aamodt.
Seine ersten Weltcuppunkte gewann Bergamelli am 19. Dezember 1993 beim Riesenslalom auf der Gran Risa in Alta Badia mit Platz 20 gewinnen. Nachdem er sich auch bei den nachfolgenden Weltcuprennen in den Punkten platzieren konnte, wurde er für die Olympischen Winterspiele in Lillehammer nominiert. Dort belegte er überraschend den 6. Platz im Riesenslalom, wobei er im zweiten Durchgang die zweitschnellste Laufzeit erzielte. Im Slalom schied er bereits im ersten Durchgang aus. Zu Ende des Winters wurde er zudem italienischer Meister im Riesenslalom und Vizemeister im Slalom.
Im Weltcup konnte Bergamelli jedoch nie an diese Leistungen anknüpfen. So sollten zwei 14. Plätze aus dem Frühjahr 1994 seine besten Ergebnisse bleiben.
In den darauffolgenden Jahren startete Bergamelli hauptsächlich noch bei FIS-Rennen in Südeuropa, bevor er schließlich 1997 seine Karriere beendete.

## Privates
Seine Brüder Sergio, Giancarlo und Thomas waren ebenfalls als Skirennläufer aktiv.

## Erfolge

### Olympische Winterspiele
- Lillehammer 1994: 6. Riesenslalom, DNF Slalom

### Weltcup
- 3 Platzierungen unter den besten 20

### Juniorenweltmeisterschaften
- Aleyska 1989: 13. Super-G, 18. Riesenslalom, 25. Slalom
- Zinal 1990: 2. Super-G

### Europacup
- 3 Platzierungen unter den besten 30

### Far East Cup
- 2 Platzierungen unter den besten 15

### Weitere Erfolge
- Italienischer Meister im Riesenslalom (1994)
- Italienischer Vizemeister im Slalom (1994)
- 2 Siege bei FIS-Rennen